# Luise Krüger
Luise Martha »Lies« Krüger, nemška atletinja, * 11. januar 1915, Dresden, Nemško cesarstvo, † 13. junij 2001, Dresden, Nemčija.
Nastopila je na poletnih olimpijskih igrah leta 1936, ko je osvojila srebrno medaljo v metu kopja. Na evropskih prvenstvih je leta 1938 osvojila bronasto medaljo.